# Myotis aurascens
Il vespertilio dorato (Myotis aurascens  Kuzyakin, 1935) è un pipistrello della famiglia dei Vespertilionidi diffuso nell'Ecozona paleartica.

## Descrizione

### Dimensioni
Pipistrello di piccole dimensioni, con la lunghezza dell'avambraccio tra 32 e 37 mm, la lunghezza della coda tra 12,3 e 14,3 mm, la lunghezza del piede tra 6,8 e 8,7 mm.

### Aspetto
Le parti dorsali sono bruno scure talvolta con la punta dei peli dorata, le parti ventrali sono più chiare. Il muso è scuro, le narici si aprono a forma di cuore. Le orecchie sono marroni scure con la parte interna e la base del trago più chiare, talvolta rosate. Il bordo delle membrane alari tra il quinto dito e le zampe posteriori è di solito bordato di bianco. I piedi sono piccoli. La coda è lunga ed inclusa nell'ampio uropatagio. Il primo premolare superiore è molto piccolo e situato fuori dalla linea alveolare.

## Biologia

### Comportamento
Si rifugia in estate e primavera nei crepacci mentre in inverno forma piccoli gruppi fino a 15 individui all'interno di grotte.

### Alimentazione
Si nutre di insetti.

## Distribuzione e habitat
Questa specie è diffusa in Europa e in Asia, dalla Penisola balcanica attraverso l'Ucraina, la Moldavia, il Caucaso, la Turchia, Kazakistan, Iran settentrionale, Turkmenistan, Uzbekistan, Kirghizistan, Siberia centro-meridionale, Mongolia e Cina nord-orientale fino alla Penisola coreana. Alcuni individui catturati sul Monte Hermon lungo il confine tra Israele e Siria e sul Monte Altissimo di Nago, nel Trentino-Alto Adige potrebbero appartenere a questa specie.
Vive nelle foreste, nelle boscaglie e in zone ripariali.

## Conservazione
La IUCN Red List, considerato il vasto areale, classifica M.aurascens come specie a rischio minimo (Least Concern)).